# 桑科雷大学
桑科雷伊斯兰学校（Sankoré Madrasa），亦称桑科雷清真寺（Sankoré Mosque）、桑科雷宣礼寺（Sankoré Masjid）或桑科雷大学（University of Sankoré），是马里廷巴克图的三座中世纪伊斯兰学术中心之一，与津加里贝尔清真寺和西迪·叶海亚清真寺齐名。该清真寺始建于14世纪，在马里帝国与桑海帝国时期曾历经多次资助与翻新，但在1591年的通迪比战役后走向衰落。该清真寺后来发展成一所伊斯兰学校，并在16世纪达到鼎盛。
“桑科雷大学”一词有时被用于指代桑科雷伊斯兰学校，但尚无证据表明该校曾有过“大学”一词所隐含的中央化教学体制。 实际上，该清真寺更像一个社群中心，供各自授课的学者与门生聚集，也用于举办部分讲座和课程。

## 历史

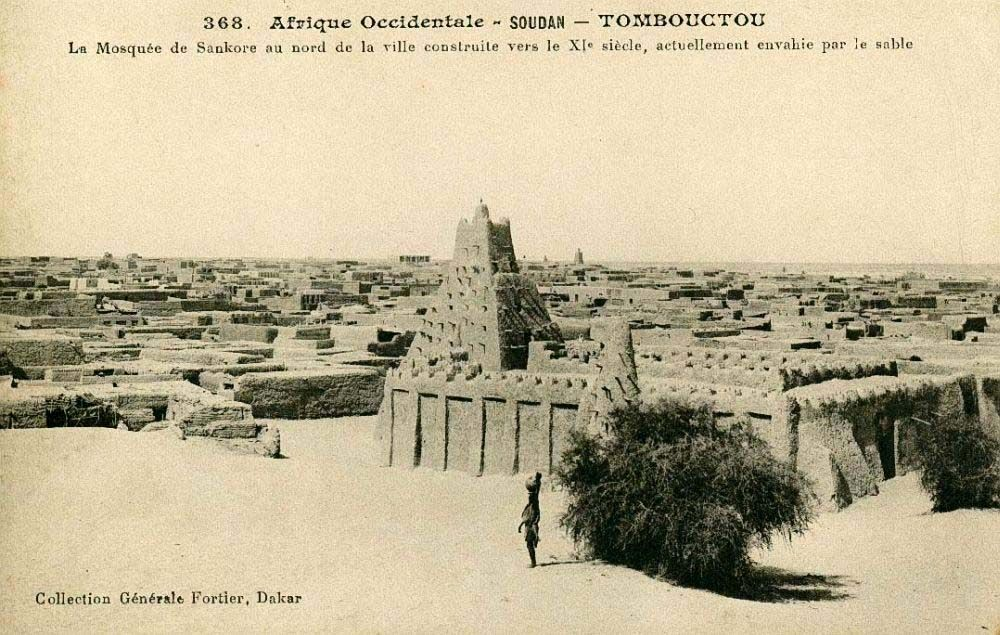
图为弗朗索瓦-埃德蒙·福蒂埃于1905-06年间发行的明信片，展示了当时的桑科雷清真寺。

桑科雷清真寺最初在14至15世纪由一位阿格拉尔（Aghlal）部落的图阿雷格人女性出资修建。 其苏丹-萨赫勒建筑风格与北非及安达卢西亚的清真寺迥异。
该清真寺坐落于廷巴克图的桑科雷区，这里曾是镇上大多数柏柏尔人和阿拉伯人的聚居地。 “桑科雷”一词在桑海语中意为“白人主人”或“白人贵族”，此处的“白人”特指肤色较浅的桑哈贾柏柏尔人，与阿拉伯语中的“bidan”一词含义相通。 然而，在Tarikh al-fattash的法文译者——奥克塔夫·乌达斯与莫里斯·德拉福斯看来，桑科雷意为“贵族区”或“领主区”。
公元1578至1582年间，时任廷巴克图首席卡迪 (法官)的伊玛目阿基布·伊本·马哈茂德·伊本·奥马尔（Imam Al-Aqib ibn Mahmud ibn Umar）主持修复了桑科雷清真寺。伊玛目阿基布下令拆除圣所，并参照麦加克尔白的尺寸予以重建。 桑科雷伊斯兰学校由此繁荣兴盛，成为苏丹穆斯林世界的重要学术中心，尤其是在15至16世纪桑海帝国阿斯基亚王朝的治下（1493-1591）。 在这一时期，桑科雷是廷巴克图最主要的教学中心。

### 发展为学术中心

约公元1500年，桑海帝国疆域达到顶峰。

14世纪，随着该地区原有的跨撒哈拉贸易枢纽瓦拉塔地位式微，廷巴克图逐渐崛起为商业中心。 伊本·白图泰于1352年到访廷巴克图时，注意到当地居民多为桑哈贾柏柏尔人的马苏法（Massufa）部落成员，但对城中的伊斯兰学术活动未置一词，可见在1352年，廷巴克图还不是那个后来闻名于世的伊斯兰学术中心。 然而一个世纪后，马苏法部落的阿基特（Aqit）家族迁入廷巴克图，带来了深厚的学术传统，尤其是在伊斯兰教法学（fiqh）领域。 依托桑科雷清真寺的穆斯林学者们积累了来自穆斯林世界各地的大量书籍，促使桑科雷发展成为兼具学术与宗教功能的中心。 鼎盛时期，该清真寺汇聚了一批备受国内外推崇的伊斯兰学者，桑海君主甚至会在斋月期间向他们赏赐厚礼。

### 鼎盛与衰落
桑科雷伊斯兰学校的黄金时代来临于16世纪的桑海帝国，时值阿斯基亚·穆罕默德一世统治时期，吸引了远自埃及和叙利亚的学者。桑科雷的学者们亦会在前往麦加完成朝觐的旅途中从事治学或授课。 在伊斯兰世界，书籍贸易是廷巴克图知识生活至关重要的一环。 公元1526年，作家阿非利加的利奥在访问廷巴克图时便注意到了这种贸易，他记载道：“此处有大批的博士、法官、教士及其他学者，皆由国王慷慨供养。另有从巴尔巴里运来的各类手抄本或书籍，其售价超过了任何其他商品。” 一些桑科雷学者建立了大型私人图书馆，藏有超过1600份手稿， 但廷巴克图并无公共或大学图书馆。 手稿由本地学生负责抄写，这为他们在求学期间提供了谋生之道。 在廷巴克图撰写的著作也会被销往北非，如艾哈迈德·巴巴所著的《Nayl al-ibtihaj》，这部关于马立克派学者的传记辞典在整个马格里布地区备受青睐。
公元1591年，摩洛哥苏丹艾哈迈德·曼苏尔的入侵导致桑海帝国在通迪比战役后覆灭，西非各邦就此开启了漫长的衰落期。 1594年，包括艾哈迈德·巴巴在内的众多桑科雷学者被摩洛哥军队以煽动叛乱罪名逮捕，其私人藏书亦遭没收，一同被押解至摩洛哥。

### 现状

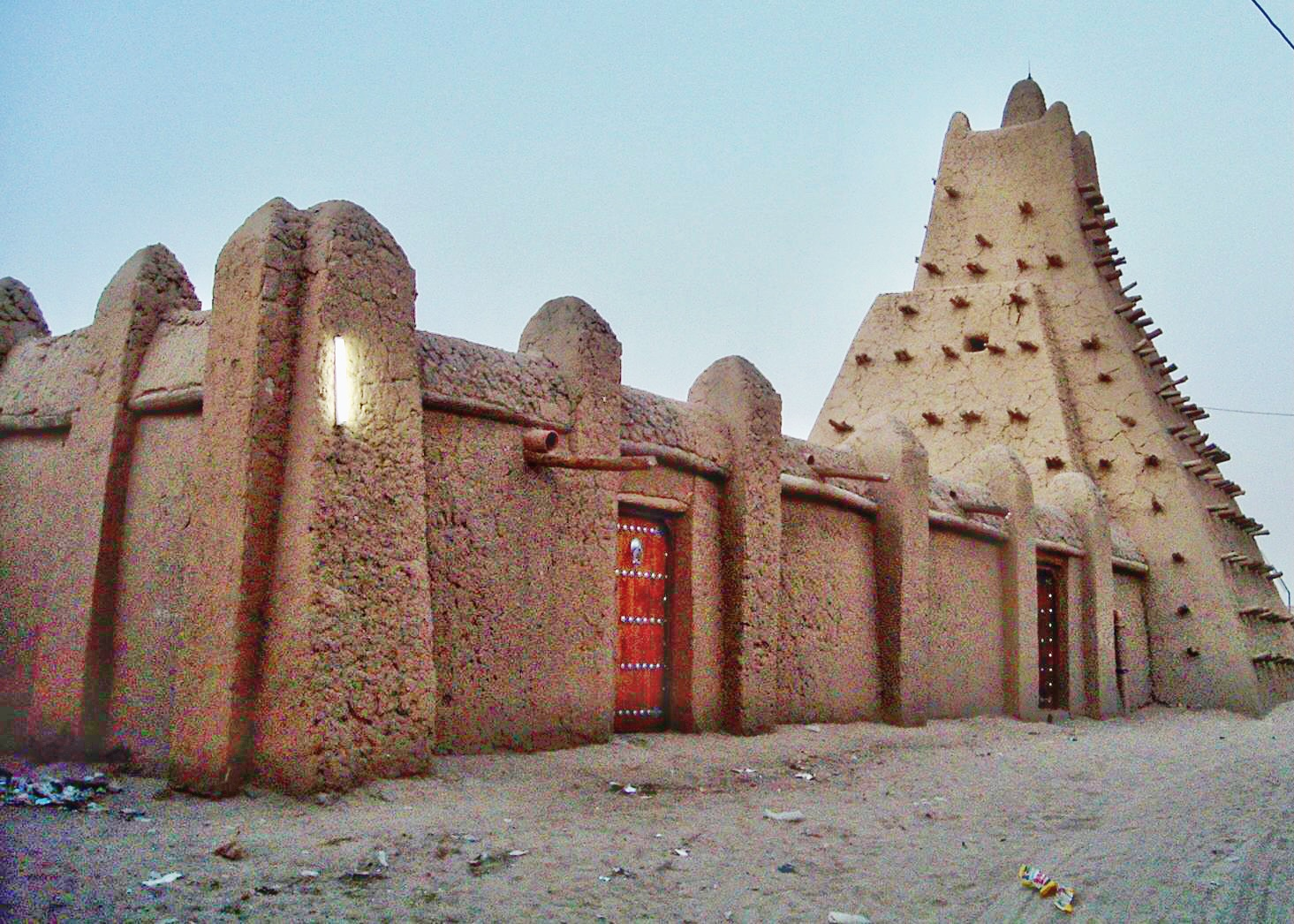
桑科雷宣礼寺，2007年

随着廷巴克图的城市化发展与现代建筑的扩张，桑科雷伊斯兰学校的完整性正面临威胁。洪水侵袭与维护工作的缺失已对清真寺造成严重损坏，令这座传统建筑的存续岌岌可危。目前，在政府资助下，多个修复与保护委员会已经成立，旨在防止建筑遭受进一步损坏。古城管理与保护委员会正与世界遗产中心合作，推行一项长期规划，计划在伊斯兰学校周边建立一个500英尺的缓冲区以作保护，并构建一个可持续的城市发展框架。

## 组织结构

### 学术管理

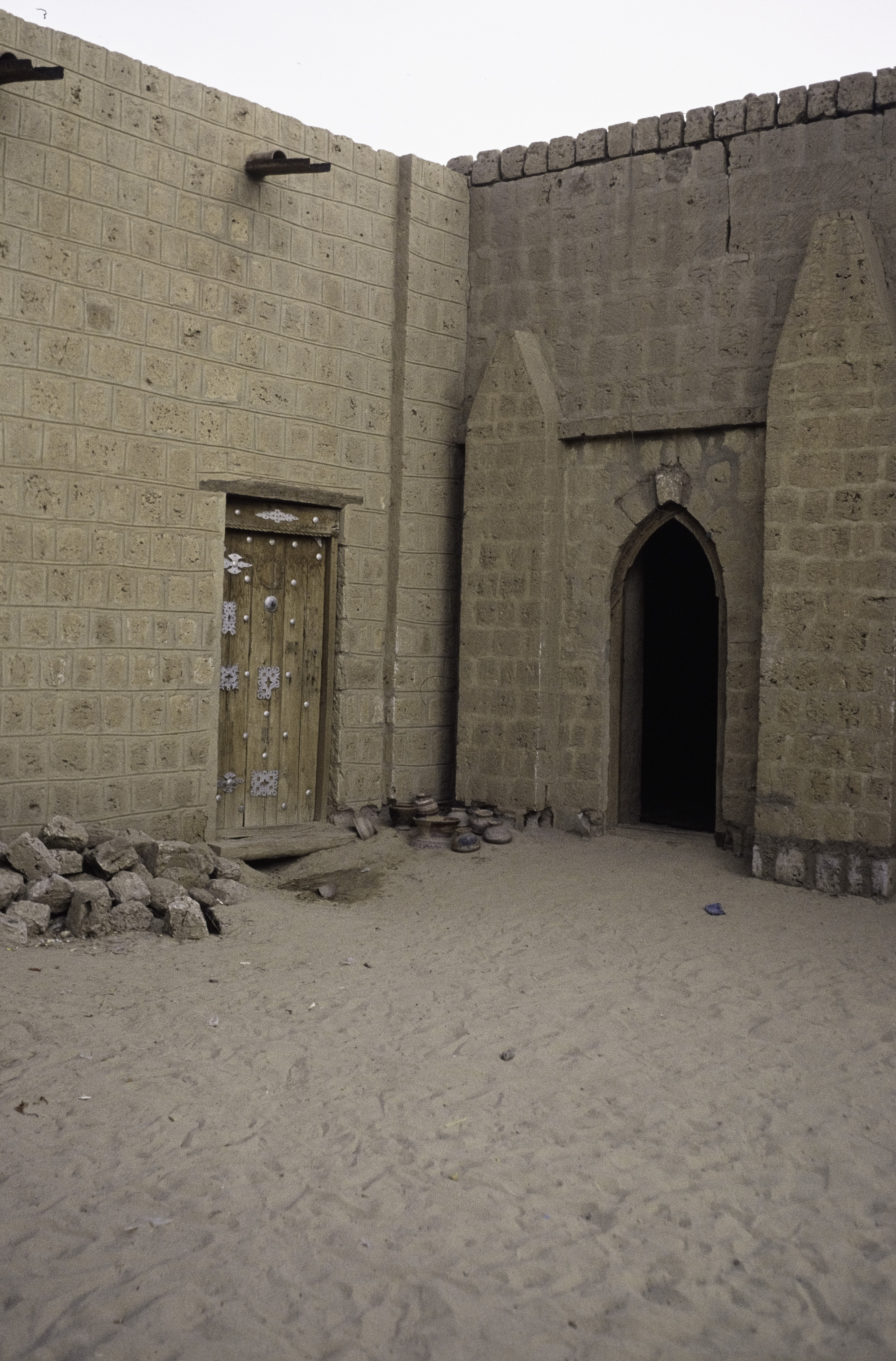
桑科雷伊斯兰学校的一扇木制入口门，1993年

作为一个伊斯兰教学术社群的中心，该伊斯兰学校的组织形式与欧洲中世纪大学截然不同。在后者，学生在单一机构内学习，并由学院授予学位。与此相反，桑科雷伊斯兰学校没有中央行政机构、学生名册或固定的课程体系。学校实际上是由独立的学者（称为谢赫或乌理玛）及其各自的门生组成。大多数学生在长达十年的整个求学期间只跟随一位老师学习，形成类似于学徒制的师徒关系，但也有一些学生会在多个伊斯兰学校师从数位老师。课程在清真寺内或老师家中进行。尽管伊斯兰世界其他地区的伊斯兰学校常通过瓦合甫（慈善捐赠）来获取资金，但桑科雷伊斯兰学校的学生必须用金钱或以物易物的方式自行支付学费。

### 建筑
16世纪晚期重建的庭院，其尺寸被精确地设计为与伊斯兰教最神圣的场所之一——麦加的克尔白完全一致。 课程在清真寺的开放式庭院中进行，庭院完全由黏土和木梁建成。尽管具有重要的历史意义，但桑科雷清真寺的规模和复杂程度均不及早期的马里清真寺，如杰内大清真寺。
现代分析驳斥了安达卢西亚人al-Sahili负责建造该清真寺的说法，并证明桑科雷清真寺及其他西非清真寺的建筑风格主要源自撒哈拉地区的清真寺以及非洲传统建筑与宗教，因此，萨赫勒对西非建筑的影响被视为一个深入人心但并不属实的历史传说。

## 课程体系

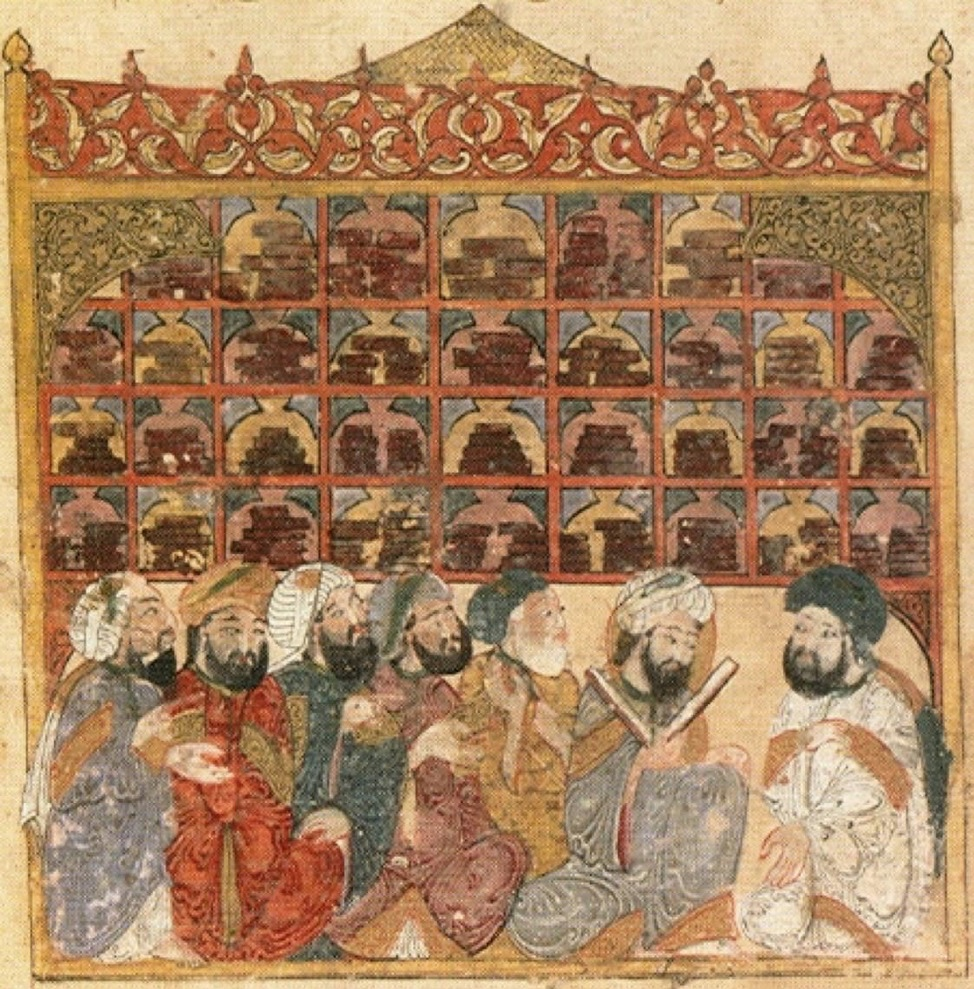
图为1237年由叶海亚·伊本·马哈茂德·瓦西提所绘插图，描绘了伊斯兰黄金时代巴格达一座阿拔斯王朝图书馆中的学者。

自11世纪起，伊斯兰教育便已在西非存在。尽管通常只面向精英阶层，但《古兰经》对教育平等的强调促进了该制度的传播，并提高了识字率。 《古兰经》本身及圣训都强调了对知识的探求， 伊斯兰学术，尤其是在伊斯兰黄金时代，亦极为重视教育。 15世纪，学者卡巴里（Al-Kābarī）为廷巴克图教育的发展做出了贡献，其重点在于宗教教义。 到16世纪，廷巴克图已拥有多达150至180所伊斯兰学校，教授基础的读写能力和《古兰经》诵读，学生人数估计在4000至9000人之间。 其中约有200至300人出身富裕家庭，得以在伊斯兰学校接受更高层次的学习，并最终获得“乌理玛”（学者）的地位。 他们中的一些人后来成为更广阔的穆斯林世界中富有影响力的法学家、历史学家和神学家。
《古兰经》是所有教学的基础，因此在桑科雷伊斯兰学校的讨论和辩论中，任何无法得到《古兰经》支持的论点都是不被接受的。伊斯兰学校与传统的古兰经学校不同之处在于，前者更注重阿拉伯语语法，以便更准确地理解神圣文本和伊斯兰学术。 不过，桑科雷教授的科目还包括数学、天文学和历史，这些都源于学者们收藏的多样化手稿。桑科雷及该地区其他伊斯兰学校的教育分为四个阶段或“等级”。每完成一个阶段的学习，学生都会获得一条头巾，象征他们达到的等级。

### 学位等级
第一级或初级学位（古兰经学校阶段）要求学生掌握阿拉伯语读写，并能完整背诵《古兰经》。
第二级学位侧重于全面学习基础科学。学生学习语法、数学、地理、历史、物理、天文、化学，同时深入学习《古兰经》。在这一阶段，他们还学习圣训、法理学以及伊斯兰教关于心灵净化的科学。最后，他们开始接触贸易和商业伦理的入门知识。毕业当天，学生会获授头巾，象征着神圣之光、智慧、知识和高尚的品行。
高级学位要求学生师从专门领域的教授，并完成研究工作。大部分学习围绕着哲学或宗教问题的辩论展开。在从这一级别毕业前，学生需拜入一位谢赫门下，并展现出坚毅的品格。

### 高级职位
在桑科雷或任何宣礼寺学习的最后一个级别是法官或教授。这些人主要担任城市及整个地区的法官，并将有学之士分派到马里所有主要城市。给导师留下深刻印象的第三级学生会被允许进入一个“知识圈”，被视为其领域的真正学者和专家。这个学者圈的成员类似于现代大学的终身教授。那些没有离开廷巴克图的人则留下来任教，或就重要的法律和宗教事务为地区领导人提供咨询。学者们会从地区的国王或总督那里收到问题，并将其作为研究课题分配给第三级学生。在内部讨论研究结果后，学者们会就如何处理当前问题发布法特瓦。

## 学者
据费利克斯·迪布瓦称，桑科雷的学者据传水平极高，“即使是伊斯兰教最博学的学者也为之惊叹”。 一些学者后来被聘为摩洛哥和埃及大学的教授。 学者们在多个学科领域都颇有建树，他们不仅受雇于大学教授学生，还致力于将伊斯兰学校的影响力传播到伊斯兰世界的其他地区。

### 著名学者
一些重要的学者包括阿布·阿卜杜拉（Abu Abdallah）、阿格·穆罕默德·伊本·乌斯曼（Ag Mohammed ibn Utman）、阿格·穆罕默德·伊本·穆赫塔尔·纳瓦希（Ag Mohammed Ibn Al-Mukhtar An-Nawahi）。 他们大多来自富裕的宗教家庭，是苏非主义卡迪里耶教团的成员。其中最具影响力的学者是担任桑科雷伊斯兰学校最后一任校长的艾哈迈德·巴巴。他的一生是欧洲殖民主义兴起前萨赫勒地区知识活动广度与深度的杰出典范。他著有四十多部著作，几乎每一部的主题都各不相同。他也是最早抗议1591年摩洛哥征服廷巴克图的公民之一。最终，他与同侪学者一道被监禁并流放到摩洛哥。这导致他个人收藏的1600册图书遗失，而这曾是当时最丰富的私人图书馆之一。

### 宗教朝圣
除了从事理论研究和知识保存工作，廷巴克图的学者们极为虔诚。许多人踏上前往麦加的朝觐之路，并利用此机会与穆斯林世界其他地区的学者进行讨论。在返乡途中，学者们展现出谦逊的品格，他们既向开罗的顶尖学者学习，也志愿在卡诺、卡齐纳和瓦拉塔等地的其他学校教授学生。 穆罕默德·巴加约戈在前往麦加的神圣朝圣旅途中，于开罗获授荣誉博士学位。

## 文献
- Elias N. Saad, Social History of Timbuktu: The Role of Muslim Scholars and Notables 1400-1900. Cambridge - London - New York 1985.

## 网络资源
- The world-class University of Sankoré, Timbuktu （页面存档备份，存于）